# Isla Ragged
La Isla Ragged (en inglés: Ragged Island) es una isla pequeña (23 kilómetros cuadrados) y un distrito en las Bahamas meridionales. El distrito posee un total de 36 kilómetros cuadrados.
Hasta hace poco tiempo tenía una industria de sal activa, las charcas de sal que fueron descubiertas en el siglo XIX por Sr. Duncan Taylor dan origen al nombre de la ciudad de Duncan, el único establecimiento.
La isla fue afectada gravemente por el huracán Donna y ha habido una emigración gradual a islas más prósperas tales como Nueva Providencia. La población de Ragged Island en el censo del año 2000 era apenas de 72 habitantes.
Los pescadores dicen que la mejor pesca se puede encontrar en esta isla.
La isla desigual es parte de los cayos Jumentos y de la cadena Ragged Island. También esta cadena incluye los cayos conocidos como Racoon Cay, Pig Cay y Double-Breasted Cay.
La ciudad de Duncan es el único establecimiento de la cadena entera y se sitúa dentro de una bahía de agua baja. La isla posee un "Mail Boat" para el transporte hacia las islas principales y para realizar comercio con otras islas. La isla contiene un puerto.
La mayor parte de los habitantes son los descendientes directos de los colonos originales y llevan sus nombres de familia originales tales como Curling, Lockhart, Maycock, Moxey, Munroe, Wallace, y Wilson. La herencia familiar y su alejamiento han dado lugar a las islas el nombre de “family islands”.
Aunque la isla es alejada y escasamente poblada, muchos de sus descendientes han tomado papeles importantes dentro de la política, del atletismo, de la hotelería y negocios.

## Etimología
Los indígenas lucayos llamaban a las islas Utiaquia, que significa "al oeste de Hutia". Los exploradores españoles las renombraron como Islas de Arena.

## Comunicaciones
En agosto de 2005, un contrato fue firmado con TYCO internacional para desplegar un cable submarino de fibra óptica, conectando 14 islas de las Bahamas; a saber, Nueva Providencia, Andros, Eleuthera, Exuma, Isla Larga, Isla Ragged, Inagua, Mayaguana, San Salvador, Cayo Rum, Isla del Gato, Islas Ábaco, Isla de Crooked y Gran Bahama en un coste de $60 millones.

## Transporte
Aeropuerto - las mejoras en Isla Ragged en cuanto a la creación de un aeropuerto en la ciudad de Duncan (financiada por la Unión Europea) en un coste de $650.000 fueron comenzadas en 2006.
Muelle/Dragado - el dragado y el muelle en la isla comenzaron en 2006 costando tres millones y medio de dólares.
- Datos: Q1532634
- Multimedia: Ragged Island, Bahamas / Q1532634